# چنگیز وشمگیر
سپهبد چنگیز وشمگیر (۳ اردیبهشت ۱۳۰۰ تهران- ۱۲ مهر ۱۳۵۷ تهران) رئیس ستاد و معاون هماهنگ‌کننده نیروی زمینی ارتش در هنگام انقلاب ۵۷ بود.
وشمگیر همچنین آجودان محمدرضا پهلوی بود و به دلیل خدماتش نشان درجه همایون را دریافت کرده بود.

## خانواده
خاندان وشمگیر مدعی بودند که نسبت آنها به قابوس وشمگیر می‌رسد لذا پس از الزامی شدن نام خانوادگی در ایران فامیلی خود را وُشمگیر انتخاب کردند.
چنگیز وشمگیر نوه سردار اکرم مبارز و آزادیخواه کرد اهل‌سنت و از فعالان انقلاب مشروطه بود. پدرش امیر حسن خان شجاع السلطنه پس از دو ازدواج ناتمام با بشیرالملوک، دختر خانم بزرگ و بشیرالسلطنه، ازدواج کرد که حاصل این ازدواج چنگیز وشمگیر بود. دیگر خواهران و برادران ناتنی چنگیز عبارتند از مینا سردار، حمید وشمگیر

## فعالیت‌های نظامی
چنگیز وشمگیر پس از تحصیلات ابتدایی به دبیرستان نظام و دانشکده افسری رفت و در نیروی زمینی ارتش فعالیت کرد. او پس از چندی با درجهٔ سروانی به عنوان آجودان مخصوص غلامرضا پهلوی منصوب شد. وی پس از گذراندن دوره دافوس به درجه سرتیپی رسید و مسئولیتهایی مانند ریاست «سازمان بازرسی ارتش شاهنشاهی» را نیز برعهده داشت. وی همچنین رئیس هیئت مدیره انجمن ورزش ارتش و معاون بازرسی نظامی شاه بود.
او از فعالان در کودتای ۲۸ مرداد بود و پس از کودتا به سمت فرماندار نظامی آبادان و خرمشهر منصوب شد. وشمگیر در مراسم تاج‌گذاری محمدرضا پهلوی درفش شاهنشاهی را به عنوان آجودان مخصوص شاه حمل می‌کرد. وی همچنین رئیس هیئت مدیره انجمن ورزش ارتش و معاون بازرسی نظامی شاه بود.
در هنگام انقلاب وی ریاست ستاد نیروی زمینی و معاون نیروی زمینی ارتش بود و پس از انقلاب ۵۷ در شنبه ۲۸ بهمن ۱۳۵۷ به همراه ۲۷ سپهبد و ارتشبد دیگر بازنشسته شد.

## درگذشت
وشمگیر پس از انقلاب ابتدا به بازنشسته اعلام می‌شود اما پس از چندی دستگیر شده و به زندان قصر منتقل می‌شود. در دادگاهش که در ۷ مهر ۱۳۵۸ برگزار شد. وشمگیر به همراه سرلشکر امیر حسین عطاپور (رئیس سابق تسلیحات ارتش) محاکمه گردید. او در داگاه به فساد مالی، دستور اعزام سربازان برای کشتار مردم در جریان انقلاب متهم می‌گردد. همچنین یکی از متهمان به شرکت در قتل افشار طوس بود.
وی که به بیماری قبلی دچار بود ۵ روز پس از دستگیری یعنی ۱۲ مهر ۱۳۵۸، در زندان اقدام به خوردن قرص‌های قلبی خود کرده و به این روش خودکشی می‌کند و بیمارستان زندان اوین درمی‌گذرد.